# 土龍木市
土龙木市（越南语：／）是越南南部平阳省的省莅，面积118.67平方千米，2019年总人口325551人。历史上越文汉喃字多表记为「守油蔑」、「守油沒」、「首油沒」、「守酉沒」等。

## 地理
土龙木市东接新渊市，西接胡志明市纠支县，南接顺安市，北接𤅶葛市。位于西贡河上游左岸，胡志明市中心以北20千米，是胡志明市都市圈的卫星城。

## 历史
1976年2月，土龙木市社是小江省省莅，下辖正义坊、协成坊、富强坊、正美社、富寿社3坊2社。
1977年3月11日，周城县富和社、富美社、定和社、襄平协社、新安社5社划归土龙木市社管辖。
1996年11月6日，小江省分设为平阳省和平福省，土龙木市社划归平阳省管辖并成为平阳省莅。
1997年5月28日，富寿社改制为富寿坊，富和社改制为富和坊。
2003年12月10日，富寿坊部分区域划归富和坊管辖，富和坊析置富利坊，定和社部分区域划归襄平协社管辖，襄平协社和新安社析置协安社。
2007年1月23日，土龙木市社被评定为三级城市。
2008年6月9日，新安社部分区域划归襄平协社管辖，富寿坊部分区域划归正义坊管辖，富美社部分区域划归富利坊管辖；协安社和襄平协社部分区域合并为协安坊，定和社改制为定和坊，富美社改制为富美坊。
2009年8月11日，新渊县富政社、新协社、新永协社部分区域和𤅶葛县和利社部分区域划归土龙木市社管辖；和利社部分区域、富政社部分区域、定和坊和富美坊部分区域析置和富坊，富美坊部分区域和富政社、新永协社、新协社部分区域析置富新坊。
2012年5月2日，土龙木市社改制为土龙木市。
2013年12月29日，正美社改制为正美坊，襄平协社改制为襄平协坊，新安社改制为新安坊。
2014年7月8日，土龙木市被评定为二级城市。
2017年12月6日，土龙木市被评定为一级城市。

## 行政区划
土龙木市下辖14坊，市人民委员会位于富强坊。
- 正美坊（Phường Chánh Mỹ）
- 正义坊（Phường Chánh Nghĩa）
- 定和坊（Phường Định Hòa）
- 协安坊（Phường Hiệp An）
- 协成坊（Phường Hiệp Thành）
- 和富坊（Phường Hòa Phú）
- 富强坊（Phường Phú Cường）
- 富和坊（Phường Phú Hòa）
- 富利坊（Phường Phú Lợi）
- 富美坊（Phường Phú Mỹ）
- 富新坊（Phường Phú Tân）
- 富寿坊（Phường Phú Thọ）
- 新安坊（Phường Tân An）
- 襄平协坊（Phường Tương Bình Hiệp）